# 樊树志
樊树志（1937年—），浙江湖州人，中華人民共和國歷史學者，1962年畢業於復旦大學歷史系，畢業後留校任歷史系副教授，兼任中國明史學會顾问和《明史研究》雜誌常務編委，主攻明清史與中國經濟史。

## 著作
- 《明清江南市镇探微》
- 《万历传》
- 《崇祯传》
- 《国史概要》
- 《晚明史》（两卷本）
- 《国史十六讲》
- 《历史与文化》
- 《明朝大人物》
- 《明史讲稿》
- 《明代文人的命运》
- 《重写晚明史》（五卷本）